# Alessandro Spezialetti
Alessandro Spezialetti (né le 14 janvier 1975 à Lachen en Suisse) est un ancien coureur cycliste italien, professionnel de 1997 à 2012. Il est actuellement directeur sportif de l'équipe Androni Giocattoli.

## Biographie
En juin 2001, la police italienne fait une descente dans les hôtels de coureurs à San Remo dans la soirée après la 17e étape du Tour d'Italie. De nombreuses substances interdites sont trouvées. La liste des mises en accusation comprend 51 noms, dont Alessandro Spezialetti. Il n'est finalement pas poursuivi. En 2008, il est suspendu trois mois dans le cadre de l'affaire Oil for Drugs remontant à la saison 2004.

## Palmarès

### Palmarès amateur
- 1996
  - Prologue (contre-la-montre par équipes) et 3eb étape du Tour des régions italiennes
  - 2e du Tour des régions italiennes
  - 2e du Trofeo Zssdi
  - 2e du Piccola Sanremo
  - 3e de La Popolarissima
  - 3e de la Coppa della Pace

### Palmarès professionnel
- 1999
  - 3e du Tour de Toscane
- 2001
  - 2e étape du Tour des Abruzzes
- 2003
  - 2e du Trophée Matteotti
- 2007
  - 1re étape du Tour d'Italie (contre-la-montre par équipes)
- 2009
  - 1re étape de la Semaine cycliste lombarde (contre-la-montre par équipes)

## Résultats sur les grands tours

### Tour de France
2 participations
- 1998 : abandon (17e étape)
- 2005 : abandon (7e étape)

### Tour d'Italie
14 participations
- 1997 : abandon
- 1999 : 37e
- 2000 : abandon (8e étape)
- 2001 : 64e
- 2002 : 48e
- 2003 : 47e
- 2004 : 66e
- 2006 : 93e
- 2007 : 63e, vainqueur de la 1re étape (contre-la-montre par équipes)
- 2008 : 41e
- 2009 : 74e
- 2010 : 118e
- 2011 : 107e
- 2012 : 77e

### Tour d'Espagne
5 participations
- 2000 : abandon
- 2002 : abandon (7e étape)
- 2004 : 116e
- 2006 : 100e
- 2011 : abandon (16e étape)